# 中野貴由
中野 貴由（なかの たかよし、1967年9月22日 - ）は、日本の材料工学者。大阪大学教授。岡山県出身。

## 来歴
生体材料学、結晶塑性学を専門分野とし、生体の骨を構成する結晶体の構造と骨の強度の関係の解明、さらに進んで骨の強度を高めるための代替材料の開発などに取り組んでいる。加えて、金属Additive Manufacturing（金属3Dプリンタ）による異方性の組織制御に取り組み、原子配列の方向性を制御した医療用デバイス・航空宇宙材料の開発を行っている。医歯薬工連携分野を対象に「異方性材料学」の学理を構築しており、「材料工学的視点からの骨微細構造ならびに骨代替材料への複合領域型研究」にて2012年2月に第8回日本学術振興会賞を、「異方性の材料科学に関する研究」にて令和2年度文部科学大臣表彰・科学技術賞（研究部門）を受賞している。2021年4月から2023年4月まで（公社）日本金属学会の会長を務めた。2023年10月からは日本学術会議会員（第26期・第27期）へ就任している。

## 略歴
- 1967年9月 - 岡山県生まれ。
- 1986年3月 - 岡山県立倉敷天城高等学校卒業
- 1990年3月 - 大阪大学工学部金属材料工学科卒業
- 1992年3月 - 大阪大学大学院工学研究科金属材料工学専攻博士前期課程修了
- 1992年4月 - 大阪大学工学部助手
- 1996年3月 - 博士（工学）（大阪大学）の学位取得（学位論文「TiAl系金属間化合物の力学特性に関する研究」）
- 1999年4月 - 大阪大学大学院工学研究科講師
- 2001年6月 - 大阪大学大学院工学研究科助教授
- 2008年4月 - 大阪大学大学院工学研究科教授
- 2008年4月 - 大阪大学臨床医工学融合研究教育センター（現：大阪大学国際医工情報センター）教授兼任
- 2010年4月 - 東北大学金属材料研究所教授（委嘱教授）兼任（～2011年3月）
- 2014年12月 - 大阪大学工学研究科附属異方性カスタム設計・AM（3Dプリンター）研究開発センター教授・副センター長（兼任）
- 2016年5月 - International Union of Societies for Biomaterials Science & Engineering (IUSBSE)　 Fellow（フェロー）
- 2017年4月 - 大阪大学栄誉教授（Distinguished Professor）
- 2017年4月 - 大阪府立大学（現：大阪公立大学）大学院生命環境科学研究科獣医学専攻客員教授（兼任）
- 2020年4月 - 大阪大学工学研究科附属異方性カスタム設計・AM（3Dプリンター）研究開発センター教授・センター長（兼任）
- 2021年12月 - 熊本大学先端マグネシウム国際研究センター客員教授（兼任）
- 2024年4月1日 - 大阪大学大学院工学研究科主幹教授（Distinguished Professor）

### 公職歴
- 2017年10月 - 日本学術会議連携会員（第24期・第25期）
- 2018年4月 - （独）造幣局 技術アドバイサー
- 2023年10月  - 日本学術会議会員（第26期[2]・第27期）

### 民間団体歴
- 2011年3月 - 2015年3月 （公社）日本金属学会第4分科会（生体・医療・福祉材料）副委員長
- 2015年3月 - 2019年3月 （公社）日本金属学会第4分科会（生体・医療・福祉材料）委員長
- 2018年4月 - （公社）日本金属学会代議員
- 2018年4月 - （公社）日本金属学会理事・副会長
- 2005年11月 - 日本バイオマテリアル学会評議員
- 2012年4月 - 日本バイオマテリアル学会理事
- 2012年11月 - 2020年5月 日本バイオマテリアル学会常任理事
- 2009年4月 - 2013年6月 日本MRS理事
- 2015年6月 - （一社）日本MRS理事
- 2006年7月 - 日本骨形態計測学会評議員
- 2011年6月 - 日本骨形態計測学会理事
- 2017年6月 - 日本骨形態計測学会第３７回骨形態計測学会学術集会会長
- 2016年12月 - （一社）日本粉体粉末冶金協会代議員
- 2018年4月 - （一社）スマートプロセス学会理事
- 2019年10月 - （一社）日本歯科理工学会代議員
- 2020年4月 - （一社）日本骨代謝学会評議員
- 2021年4月 - 日本チタン学会理事
- 2021年4月 - 2023年4月 （公社）日本金属学会会長（代表理事）（第70代）
- 2022年4月 - （公社）日本金属学会 産学共創研究会「AM（Additive Manufacturing）研究会」委員長
- 2023年4月 - 2025年4月 （公社）日本金属学会理事
- 2023年6月 - （一社）日本MRS理事・副会長

## 主要受賞歴
- 1993年10月 - 日本鉄鋼協会澤村論文賞、（社）日本鉄鋼協会
- 1996年9月 - 日本金属学会奨励賞【力学特性部門】、（社）日本金属学会
- 1998年5月 - 本多記念研究奨励賞、本多記念会
- 2005年9月 - 第2回日本金属学会村上奨励賞、（社）日本金属学会
- 2006年11月 - 日本バイオマテリアル学会賞（科学奨励賞）、日本バイオマテリアル学会
- 2007年3月 - 第65回日本金属学会功績賞【力学特性部門】、（社）日本金属学会
- 2011年11月 - 第59回日本金属学会論文賞、（社）日本金属学会
- 2012年2月 - 第8回日本学術振興会賞[1]、日本学術振興会
「異方性構造を持つアパタイト結晶の配向性が、骨の強度をはじめとする様々な特性を支配する重要な因子であることを、材料工学的手法により解明」（受賞理由）
- 2012年4月 - 2011 JBSE Papers of the Year Award、Journal of Biomechanical Science and Engineering (JBSE)
- 2012年9月 - 第60回日本金属学会論文賞、（社）日本金属学会
- 2012年9月 - 第35回日本金属学会技術開発賞、（社）日本金属学会
- 2012年10月- 第59回日本歯科理工学会学術講演会発表優秀賞
- 2013年9月 - 第61回日本金属学会論文賞、（公社）日本金属学会
- 2013年9月 - 第36回日本金属学会技術開発賞、（公社）日本金属学会
- 2014年10月 - 粉体粉末冶金協会平成25年度研究進歩賞、（社）粉体粉末冶金協会
- 2014年4月 - 日本機械学会賞（論文）、（社）日本機械学会
- 2014年11月 - 日本臨床バイオメカニクス学会優秀論文賞、（社）日本臨床バイオメカニクス学会
- 2015年9月 - 第5回日本金属学会まてりあ賞、（公社）日本金属学会
- 2015年5月 - スマートプロセス学会Best Review賞、（一社）スマートプロセス学会
- 2016年11月 - 日本バイオマテリアル学会賞（科学）、日本バイオマテリアル学会
- 2017年9月 - 第65回日本金属学会論文賞、（公社）日本金属学会
- 2018年9月 - 日本金属学会第16回功労賞【学術部門】、（公社）日本金属学会
- 2018年9月 - 第66回日本金属学会論文賞、（公社）日本金属学会
- 2019年3月 - 第58回日本金属学会 谷川・ハリス賞、（公社）日本金属学会
- 2019年3月 - スマートプロセス学会論文賞、（一社）スマートプロセス学会
- 2019年10月 - 日本骨代謝学会・学術賞（基礎系）、（一社）日本骨代謝学会
- 2020年4月 - 令和2年度文部科学大臣表彰・科学技術賞（研究部門）[3]、文部科学省
「これまでの等方性に基づく材料研究から異方性を基軸とした材料研究へと学理基盤を大きく転換し、「異方性の材料科学」の構築を礎に構造材料から骨異方性に至るまでの本質的理解と異方性制御による耐熱材料創製・医療デバイス開発を達成」（受賞理由）
- 2020年9月 - 日本金属学会第10回まてりあ賞、（公社）日本金属学会
- 2020年11月 - スマートプロセス学会論文賞、（一社）スマートプロセス学会
- 2021年3月 - 日本金属学会第27回増本量賞、（公社）日本金属学会
- 2021年6月 - 粉体粉末冶金協会令和2年度研究功績賞、（一社）粉体粉末冶金協会
- 2021年9月 - 日本金属学会第11回まてりあ賞、（公社）日本金属学会
- 2021年11月 - スマートプロセス学会論文賞、（一社）スマートプロセス学会
- 2021年11月 - 本多フロンティア賞[4]、（公財）本多記念会
- 2022年5月 - 令和4年度第20回軽金属功績賞[5]、（一社）軽金属学会
- 2022年11月 - スマートプロセス学会Best Review Paper賞、（一社）スマートプロセス学会
- 2023年4月 - 第55回市村学術賞（貢献賞）[6]、（公財）市村清新技術財団
- 2023年6月 - 第41回技術進歩賞、（一社）粉体粉末冶金協会
- 2023年9月 - 第46回技術開発賞、（公社）日本金属学会
「骨基質配向化誘導を可能としたTi合金製脊椎固定用デバイス（UNIOS PLスペーサー）の開発と製品化」に対して
- 2023年11月 - 粉生熱技術振興賞、（公財）谷川熱技術振興基金
- 2024年5月25日 - 令和５年度日本材料学会 技術賞[7]、（公社）日本材料学会 
「骨基質配向化誘導を実現する金属3Dプリンティングチタン合金製脊椎固定用医療デバイスの新技術開発」に対して
- 2024年7月12日 - 第49回（令和6年度）井上春成賞[8]、井上春成賞委員会（国立研究開発法人 科学技術振興機構内）
「強固な配向骨を誘導する積層造形椎間スペーサー（研究者：中野貴由栄誉教授、企業：帝人ナカシマメディカル株式会社（中島義雄取締役会長））」に対して
- 2024年9月 - 第21回村上記念賞、（公社）日本金属学会
「骨質金属材料学の構築と金属積層造形法による骨配向化誘導デバイスの臨床応用」に対して
- 2025年3月 - 第72回日本金属学会論文賞、（公社）日本金属学会
- 2025年3月 - 日本金属学会第70回本多記念講演（2025年3月8日東京都立大学にて）
- 2025年3月 - 第71回（令和6年度）大河内賞（大河内記念技術賞[9]）、（公財）大河内記念会
「高強度配向骨の誘導による積層造形整形外科デバイスの付加価値向上と製品化」に対して、帝人ナカシマメディカル(株)　高橋広幸（研究部副部長）、中島義雄（取締役会長）、加藤直之（代表取締役社長）、小林貴史（代表取締役副社長）との共同受賞